# 2638 Ґадолін
2638 Ґадолін (2638 Gadolin) — астероїд головного поясу, відкритий 19 вересня 1939 року.
Тіссеранів параметр щодо Юпітера — 3,390.